# Jaurés Lamarque Pons
Jaurés Lamarque Pons, (Salto, 6 de mayo de 1917 — Montevideo, 11 de junio de 1982) fue un compositor y pianista uruguayo.

## Biografía
Jaurés  Lamarque Pons, segundo hijo del matrimonio de Enrique Lamarque y María Eulalia Pons, a los 8 años comienza estudios de violín con el director de la banda municipal de Salto, Agides Monetti.
A los 17 años viaja a Montevideo para profundizar sus conocimientos musicales con el maestro Guillermo Kolischer. A los 22 años necesitaba dinero para sobrevivir y la única opción que aparece es ser pianista en el Capitol Dancing, un cabaret de la calle Ituzaingó; allí comienza la carrera de pianista de orquesta típica, pasa por el jazz y llega al varieté, un espectáculo que incluía bailarinas, cantantes y cómicos acompañados musicalmente. Al año siguiente, en 1940, comienza a trabajar en el Café Tabarís como integrante de la orquesta típica de Luis Caruso.
De alguna manera el músico de formación clásica, al ganarse la vida tocando música de entretenimiento en cabaret o café, se dividió en dos músicos diferentes.
La suite de Ballet según Figari es la primera obra en donde estas dos músicas comienzan a encontrarse. Si bien permanecen los moldes europeos, al mismo tiempo, son deformados por otra música presente, como los tamboriles. Estrenar esta obra no fue fácil, Lamarque llevó la partitura al SODRE pero allí quedó olvidada. Lauro Ayestarán lo convence de presentarla al Ministerio de Instrucción Pública, que todos los años premiaba las creaciones literarias y musicales. En 1957, obtiene el primer Premio: seiscientos pesos de aquella época «que no alcanzaba ni para pagar al copista de la partitura» (Lauro Ayestarán). Finalmente la Suite se estrena en 1961 y el prestigio ganado lo llena de encargos de músicas para películas y para teatro.
En esta misma época comienza su presencia televisiva en «Mediodía con Ud» donde comenta cada tema que ejecuta. En 1968 realiza para Canal 5 del SODRE, Un piano en la noche donde interpreta melodías a solicitud del público y cuenta con humor anécdotas de su itinerario musical y ciertos personajes típicos u ocasionales que había conocido.
En 1969, comienza a trabajar diariamente en el Restaurant Bungalow Suizo complaciendo los pedidos de los comensales.
Al mismo tiempo, durante esa época, Lamarque acompañó en el piano a diferentes figuras: Lolita Torres, Sofía Bozán, Hugo del Carril, Elvira Ríos, Charlo, Jean Sablon, entre otras.
La década del 70 fue de mayor concentración como compositor. En 1980, se estrenó lo que los críticos consideran su obra cumbre, el Concertino de Primavera en el Auditorio Vaz Ferreira, dirigida por Miguel Patrón Marchand y como solista Fernando Hasaj.
Su aporte fue que la base musical erudita pudiera trasmitir que ese sonido era profundamente uruguayo.
Una senda peatonal ubicada en el Prado de Montevideo le rinde homenaje (Decreto de la Junta Departamental de Montevideo Nº27.025 del 7 de marzo de 1996).

## Obra

### Obras para piano
- Aires de milonga (1943).
- Pequeña suite de danzas (1949).
- Tema y varaciones (1950).
- Dos invenciones (1950).
- Tres Fugas (1950).
- Fantasía (1950).
- Rondó (1952).
- Sonata N°1 (1952).
- Sonata N°2 (1953).
- Rítmica de tango (1965).
- Las siete notas de la escala (1976).
- Siete temas de tango (1979).

### Obras de cámara
- Cinco poemas (1944).
- Tres piezas para violín (1949).
- Pequeña suite circense (1956).
- Dos piezas riplatenses (1960).
- Dos motivos populares (1961).
- Danza a la manera popular (1962).
- Pieza para trío de cañas (1962).
- Cuatro humoradas para piano y percusión (1972).
- Rapsodia bárbara (1973).
- Pieza para cuarteto de metales, piano y percusión (1976).
- La ciudad gris (1976).
- Montevideanos (1976)
- Pequeña suite montevideana (1977).
- Sonatina para guitarra (1980).
- Trío para clarinete, violín y violoncello (1981).
- Pieza para violoncello y piano (1981).
- Tema de tango para violoncello (1982).
- Homenaje a Alfredo de Simone (1982).

### Obras orquestales
- Tres danzas pintorescas (1947).
- Tres Fugas (1951).
- Tríptico montevideano (1956).
- Concierto para piano, cuerdas y percusión (1959).
- Tres canciones populares (1963).
- Concertino de otoño (1973).
- Concertino de verano (1975).
- Concertino de invierno (1976).
- Concertino de primavera (1980).

### Música para ballet
- Sortilegio (1951).
- Suite de ballet según figari (1952).
- Suite rioplatense (1954).
- El encargado (1956).
- Un tal sombrero (1963).
- Contrarritmo (1965).

### Música escénica
- Marta Gruni, ópera en un solo acto sobre el drama homónimo de Florencio Sánchez estrenada en 1967.

#### Música para cine
- Un vintén p'al judas (dir. Ugo Ulive, 1959).
- El niño de los lentes verdes (dir. Másntaras y Hintz,1961).
- La raya amarilla (dir. Carlos Maggi, 1962).

#### Música para teatro
- Un enredo y un marqués (dir. Antonio Larreta, 1963) entre otras numerosas obras.

### Otras obras
- Himno a Salto (letra de Julio Garet Mas).
- Marcha del Club Atlético Chaná de Salto (letra de Francisco Soto)
- Loreley (letra del autor, 1933).
- Calle (letra del autor, 1933).
- Don Joven Tango (letra de Eduardo Rivero, 1978),entre otras numerosas obras populares y transcripciones de obras propias.

### Libros
- Yo,pianista del varieté, Arca, 1969
- El varieté y yo (Ediciones de la Banda Oriental, 1978)
- El tango nuestro de cada día (póstumo, Editorial Arca, 1986, 2.ª edición ampliada en Ediciones de la Plaza, 1999, compilación, prólogo y notas de Enrique Merello-Guilleminot)